# Comix Zone (editora)
Comix Zone é uma editora brasileira de quadrinhos fundada em 2019 pelo escritor Ferréz e o designer Thiago Ferreira.
Inicialmente, Comix Zone era o nome de um canal de YouTube criado por Ferreira em 2015, no qual falava principalmente sobre quadrinhos. Em 2019, o Ferréz convidou Ferreira para lançarem juntos a HQ A Canção de Roland, do canadense Michel Rabagliati, o que motivou a transformação do canal em uma editora de mesmo nome (semelhante ao que ocorrera com a Pipoca & Nanquim em 2017).
Em 2023, a Comix Zone ganhou o 35º Troféu HQ Mix na categoria de editora do ano.